# Millard–McCarty House
La Millard–McCarty House est une maison américaine située à Miami Springs, dans le comté de Miami-Dade, en Floride. Construite vers 1926 dans le style Pueblo Revival, elle est inscrite au Registre national des lieux historiques depuis le 22 avril 1986.